# HD 24072
HD 24072 (f Eridanus) é uma estrela dupla na direção da Eridanus. Possui uma ascensão reta de 03h 48m 35.90s e uma declinação de −37° 37′ 14.0″. Sua magnitude aparente é igual a 4.73. Sua magnitude absoluta é igual a . Pertence à classe espectral B9V.